# Coilodes humeralis
Coilodes humeralis är en skalbaggsart som beskrevs av Mannerheim 1829. Coilodes humeralis ingår i släktet Coilodes och familjen Hybosoridae. Inga underarter finns listade i Catalogue of Life.